# New England-konfederationen
New England-konfederationen var en militär allians mellan de engelska besittningarna Massachusetts Bay, Plymouth, Connecticut och New Haven åren 1643-1684. Huvudmålet var att förena de puritanskt dominerade kolonierna mot Nederländerna och mot ursprungsbefolkningen.

### Fotnoter
1. ↑  ”The Articles of Confederation of the United Colonies of New England; May 19, 1643” (på engelska). Yale Law School. http://avalon.law.yale.edu/17th_century/art1613.asp. Läst 16 september 2014.